# Janka Boga
Boga Janka (Gyergyóújfalu, 1889- Kecskemét, 4 de octubre de 1963) escritora y pedagoga húngara.
Ejerció de maestra Kecskemét y se jubiló en 1952. En 1920, empezó a publicar sus escritos en gacetas locales, y sus obras teatrales empezaron a representarse en Szeged.  

## Obra
- Vezeklés (Kecskemét, 1930);
- Légy az élettársam (Bp., 1934);
- Él-e még a jóság? (Kecskemét, 1948).

## Fuente
- Magyar Életrajzi Lexikon

- Datos: Q3076271